# GymBeam
A GymBeam egy fitnesz webáruház a CEE (Central and Eastern Europe, azaz Közép- és Kelet-Európa) régióban. Sporttáplálék, táplálékkiegészítők, egészséges élelmiszerek, valamint fitnesz ruházat és eszközök értékesítésével foglalkozik. Dalibor Cicman 2014-ben alapította Szlovákiában (GymBeam.sk), aki a társaságban vezérigazgatóként tevékenykedik.
Megalakulása óta a cég további közép- és kelet-európai országokba terjeszkedett. 2021-ben 14 piacon működik, amelyek közé Magyarország, Szlovákia, Csehország, Románia, Anglia, Horvátország, Bulgária, Ukrajna, Szlovénia, Lengyelország, Németország, Görögország, Szerbia, valamint Bosznia-Hercegovina is tartozik. 
A GymBeam a CEE régióban székel. 2021-ben a forgalma elérte az 54 millió eurót. Portfóliójában több mint 120 márka és több ezer termék szerepel. Árbevétele túlnyomó részét a saját védjegyű termékei értékesítése teszi ki.
2021-ben a GymBeam csapatát 280 fő alkotta. A társaság székhelye Kassán (Košice) működik, ahol egyúttal a GymBeam 7740 m²-es alapterületű táplálékkiegészítő raktára is megtalálható. A társaság élén továbbra is az alapító Dalibor Cicman áll. A vezetőséget Mária Cicmanová (CMO), Peter Topor (CIO) és Peter Urban (CPO) egészítik ki. A GymBeam értékei közé tartozik a gyors növekedés, az ügyfélközpontúság, a közösségépítés, a nagy munkavállalás és az új technológiáknak köszönhető innovációk.

## A cég története
Dalibor Cicman 2013-ban vetette fel a GymBeam létrehozásának ötletét.
A GymBeam.sk honlap 2014 május elsején indult 0,3 millió euró bruttó áruértékkel (GMV). Decemberben a társaság megvásárolta a szlovák BodyFit márkát, amelyet fokozatosan GymBeammé alakított át. Az első saját terméke a Magnum fehérje volt. 
2015 februárja a terjeszkedés jegyében telt a magyar (GymBeam.hu) és a cseh (GymBeam.cz) piacra. Mérföldkőnek számít 2015 májusa, amikor a társaság árbevétele elérte az 1 millió eurót. 
2016 decemberében a GMV 6 millió eurónál járt. 2017-ben a társaság Kassán (Košice) a Rastislavova utcában hozta létre a székhelyét. Itt jött létre egy saját, 7740 m² alapterületű sporttáplálék raktár is.  2017 szeptemberében a GymBeam a Magento 2.0 rendszerre tért át, a GMV pedig 12 millió euróra nőtt. 
2018 januárjára már egymillió ügyfél vásárolt a GymBeamen. Az év végére az alkalmazottak száma meghaladta a 80 főt, míg a GVM a 17 millió eurót. 
A 2019-es év 25 millió eurós GMV-t hozott. Ezzel egyidőben részvénytársaságot hoztak létre, amelynek köszönhetően a társaság tagjai 25 %-os tulajdoni jogot kaptak a GymBeamben. Az alkalmazottak száma 2019 decemberében meghaladta a 130-at. Az árbevétel évi 34 millió euró szintjén mozgott. 
2020-ban a GymBeam a Covid-19 világjárvány idején igazodott a kereslethez. Portfólióját tovább bővítette vitaminokkal, otthoni edzéshez alkalmas eszközökkel és tartós élelmiszerekkel. Naponta több mint 4 ezer csomagot szállít ki és 2024-re 100 millió eurós árbevételt szeretne elérni. 2020 márciusában a GymBeam ráadásul egy saját Fitness hubot is nyitott Budapesten. Ez a szaküzlet egyúttal logisztikai pontként is szolgál a városon belüli csomagok szállítására. Mindemellett csomagolásmentes termékeket is kínál, továbbá influencerekkel zajló események, szemináriumok vagy edzések helyszínként is szolgál. 
2021-ben a csapat tagjainak száma meghaladta a 280 főt. A GymBeam átlépte a 6 milliós ügyfélszámot, és összesen közel 10 millió csomagot kézbesített. Ezzel egyidejűleg automatizálta a logisztikát, új csomagoló zónát indított a központi raktárban, és sorokat vásárolt a termékek saját gyártásához. Emellett elindított egy saját platformot, a Boxpi-t. Ez összekapcsolja az e-kereskedelmet a fizetési és szállítási módszerekkel, valamint a KKE-régióban a határokon átnyúló áruszállítást végző kézbesítő sofőrökkel. Célja a gyorsabb, olcsóbb és környezetbarátabb elosztás. Ugyanakkor a GymBeam ezt a megoldást olyan kisebb és közepes méretű webáruházak számára is kínálja, amelyek szeretnék megkönnyíteni külföldi terjeszkedésüket. 

## Pénzügyek
|                       | 2014    | 2015      | 2016      | 2017       | 2018       | 2019       | 2020       | 2021       |
| --------------------- | ------- | --------- | --------- | ---------- | ---------- | ---------- | ---------- | ---------- |
| Forgalom (€)          | 250 392 | 2,467,767 | 5 000 067 | 10 000 408 | 13 455 734 | 19,578,499 | 34 795 660 | 54 106 437 |
| Tiszta nyereség (€)   | N/A     | 25 291    | 34 999    | 39 024     | 83 680     | 106 465    | 182 739    | 2,042,711  |
| Egyedi ügyfelek száma | 2 998   | 15 830    | 53 194    | 118 195    | 203 806    | 308 771    | 553 763    | 774 360    |
| Megrendelések száma   | 8 433   | 44 460    | 116 778   | 239 354    | 395 462    | 595 872    | 1,069,923  | 1 488 708  |
| Honlap látogatottsága | 81 070  | 2 114 308 | 4 425 576 | 7 640 097  | 11 575 560 | 17 849 012 | 34 256 645 | 43 502 684 |
| Alkalmazottak száma   | 6       | 12        | 25        | 45         | 85         | 130        | 220        | 280        |

## Díjak
- 2019: 2019 Minőségi díj I. hely - Szépségápolás és egészség kategória.[10]
- 2020: Szépségápolás és egészség kategória.[11]
- 2020: Az ország boltja fődíj.[11]
- 2021: Szépségápolás és egészség kategória.[12]